# Rozkaz NKWD Nr 00447

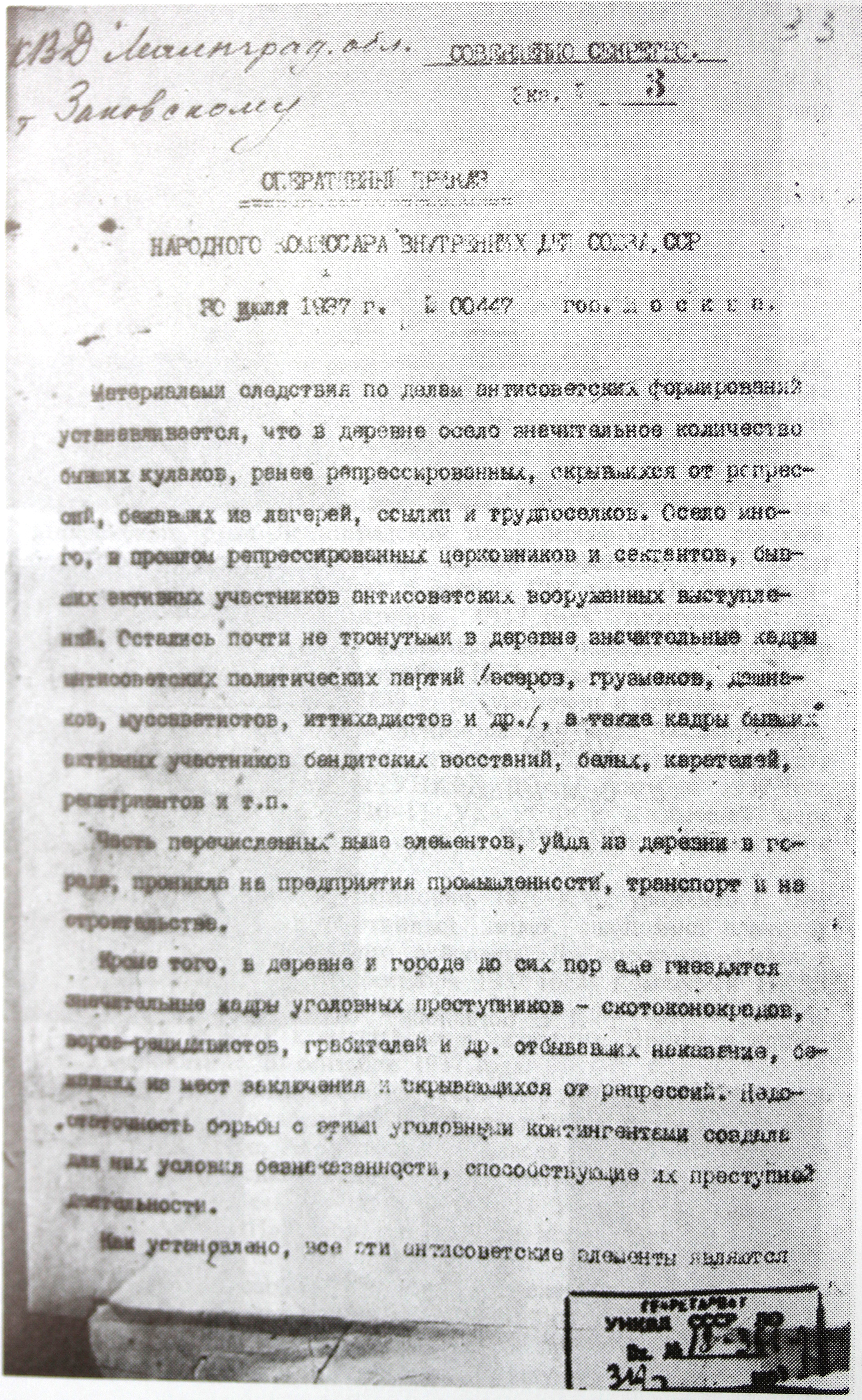
Rozkaz NKWD nr 00447 – fotokopia

Rozkaz NKWD nr 00447 w sprawie operacji represjonowania byłych kułaków, kryminalistów oraz innych elementów antysowieckich – tajny rozkaz wydany 30 lipca 1937 przez Nikołaja Jeżowa (na podstawie decyzji KC WKP(b) z 2 lipca 1937, z podpisem Stalina) zarządzający masową likwidację „elementów antyradzieckich”. Na jego podstawie została zrealizowana tzw. Operacja Kułacka NKWD, która – wielokrotnie przedłużana – stała się ważnym elementem wielkiego terroru.
Rozkaz nakazywał lokalnym naczelnikom NKWD sporządzić listy i aresztować ustaloną liczbę osób w rozbiciu na poszczególne republiki, kraje i obwody ZSRR. Przewidywał 8 rodzajów grup osób (określanych jako kontyngent) podlegających represji, w szczególności:
- byli kułacy, którzy wrócili do swoich miejscowości po odbyciu kar (np. deportowani w ramach operacji rozkułaczania czy kolektywizacji z początku lat 30. XX wieku);
- osoby które kiedykolwiek należały do organizacji uznanych za antysowieckie, urzędnicy carscy, policjanci, re-emigranci;
- członkowie organizacji kozackich, białogwardyjskich i powstańczych, a także szpiegowsko-dywersyjnych, ujawnionych w oparciu o materiały śledcze czy operacyjne;
- różne grupy recydywistów kryminalnych;
- osoby z powyższych kontyngentów, które w momencie wydania rozkazu znajdowały się łagrach czy więzieniach.

Wyznaczone kontyngenty miały być w określonym terminie aresztowane i następnie skazane na karę śmierci przez rozstrzelanie bądź na karę łagru od 8 do 10 lat.
Rozkaz powoływał „trójki NKWD” do orzekania kar w poszczególnych rejonach ZSRR, które zaczęły działać 5 sierpnia 1937. W ich skład wchodził przedstawiciel partii komunistycznej, prokuratury i NKWD.
Rozkaz nie powoływał się na żadne przepisy prawa karnego. Osoby represjonowane otrzymywały wyroki na podstawie tych samych artykułów, za które już kiedyś je osądzono, lub też – jeżeli wcześniej nie były represjonowane – na podstawie artykułów właściwych dla danego kontyngentu. 
Kwoty kontyngentów, określone w rozkazie, były w toku rozwijania się operacji NKWD wielokrotnie przekroczone. W rezultacie tego rozkazu od sierpnia 1937 do września 1938 wydano zaocznie ponad 700 tysięcy wyroków śmierci, które w znacznej części wykonano. Wśród ofiar rozkazu było około 111 000 Polaków mieszkających w ZSRR, mieszkańców dawnego terytorium Rzeczypospolitej Obojga Narodów. Ta ludobójcza operacja łączy się z operacją polską NKWD.